# (10957) Alps
(10957) Alps (6068 P-L) – planetoida z pasa głównego asteroid okrążająca Słońce w ciągu 5,13 lat w średniej odległości 2,97 j.a. Odkryta 24 września 1960 roku.